# 클로스터노이부르크

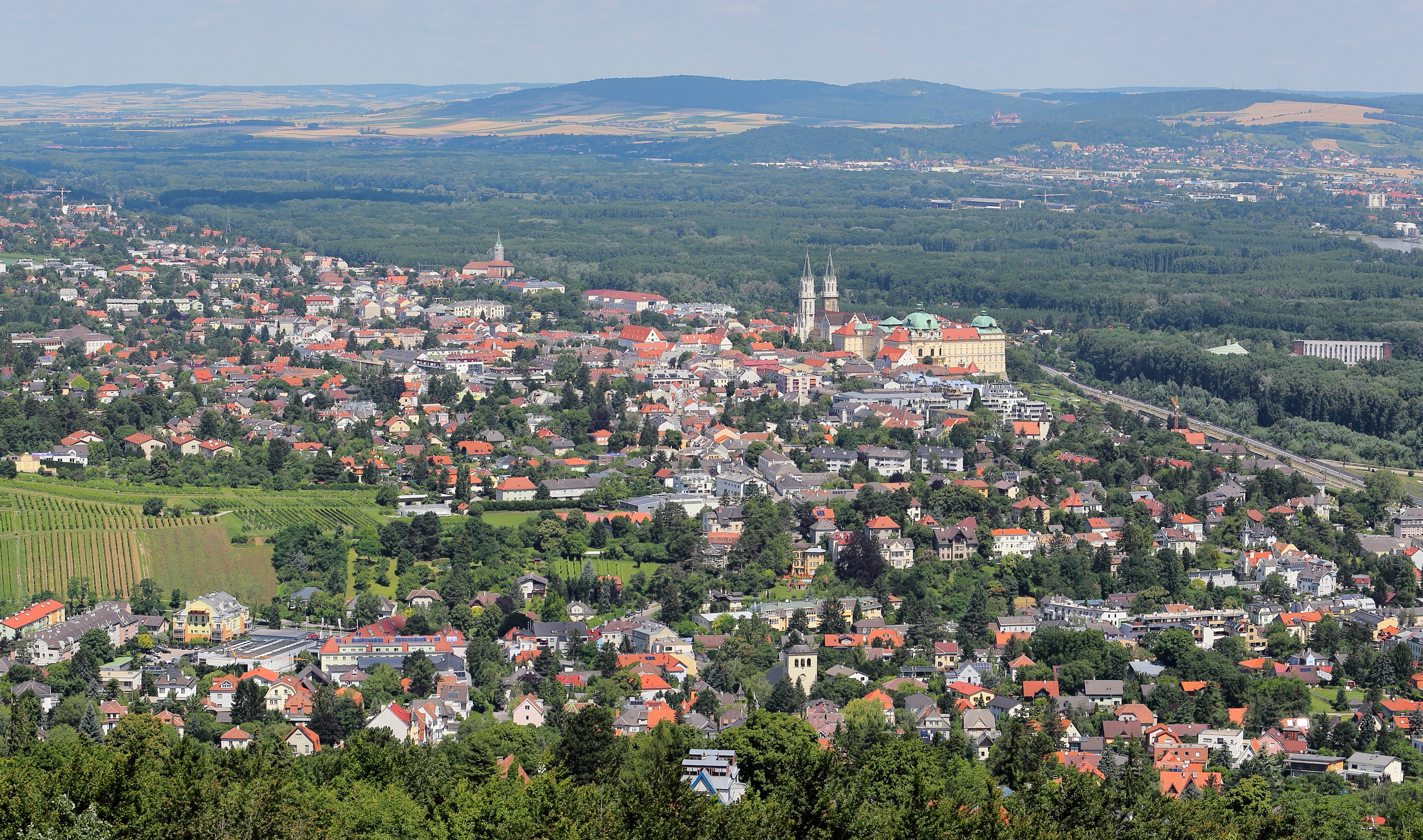
클로스터노이부르크

클로스터노이부르크(독일어: Klosterneuburg)는 오스트리아 니더외스터라이히주에 위치한 도시로 면적은 76.2km2, 높이는 192m, 인구는 27,058명(2018년 기준), 인구 밀도는 360명/km2이다. 도나우강 연안과 접하며 오스트리아의 수도인 빈 북쪽 교외에 위치한다.

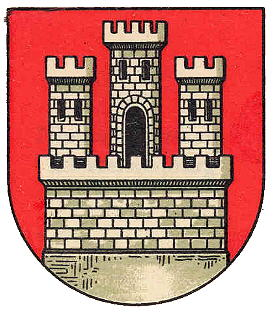
시 문장

## 역사
1세기부터 5세기 사이에 고대 로마 시대의 요새가 존재했다는 기록이 전하며 카롤루스 1세 마그누스가 아바르족을 격파하고 도시를 설립했다. 1114년부터 1136년까지 레오폴트 3세 변경백에 의해 클로스터노이부르크 수도원이 건설되었고 1298년에는 도시법에 따른 도시 지위를 부여받았다.
도나우강과 인접한 도시였기 때문에 교역의 거점으로 여겨졌지만 1529년과 1683년에 일어난 오스만 제국 군대의 포위 공격으로 파괴되기도 했다. 18세기에 들어서면서 신성 로마 제국의 카를 6세 황제가 클로스터노이부르크 수도원을 스페인의 엘에스코리알 수도원을 본뜬 바로크 건축 양식의 수도원으로 재건할 것을 지시했다. 19세기에는 오스트리아의 공무원들의 여가 및 주거 지역으로 발전했다.